# Мы были лжецами
«Мы были лжецами» (англ. We Were Liars) — американский сериал в жанре психологического триллера, телевизионная адаптация одноимённого романа Э. Локхарт 2014 года. Премьера сериала состоялась 18 июня 2025 года на канале Amazon Prime Video.

## Сюжет
В центре сюжета — богатая и, казалось бы, идеальная семья Синклеров, которые каждое лето проводят, собравшись на своём частном острове. Однако не каждое лето проходит одинаково — когда летом шестнадцатого года с Каденс что-то случается, трое других «лжецов» (Джонни, Миррен и Гат) появляются спустя год, чтобы заставить Каденс вспомнить о случившемся.

## В ролях
- Эмили Элин Линд — Каденс Синклер Истман
- Шубхам Махешвари — Гэт Патил
- Эстер Макгрегор — Миррен Синклер Шеффилд
- Джозеф Зада — Джонни Синклер Деннис
- Кейтлин Фицджеральд — Пенни Синклер, мать Каденс
- Мэми Гаммер — Кэрри Синклер, мать Джонни
- Кэндис Кинг — Бесс Синклер, мать Миррен
- Рахул Кохли — Эд Патил, партнёр Кэрри и дядя Гэта
- Дэвид Морс — Харриса Синклер, дедушка Каденс, Миррен и Джонни
- Венди Крюсон — Типпер Синклер, бабушка Каденс, Миррен и Джонни

## Производство
В июле 2022 года компании My So-Called Company и Universal Television приобрели права на романы Э. Локхарт «Мы были лжецами» и его приквел «Семья лжецов». В декабре того же года было объявлено, что Amazon MGM Studios разрабатывает телесериал по роману, и заказал производство пилотного эпизода в марте 2023 года.
В марте 2024 года было объявлено, что режиссёром первого эпизода сериала станет Нзинга Стюарт.
1 апреля 2023 года на странице Локхарт в Instagram был объявлен открытый кастинг на четыре главные роли. 30 мая 2024 года было объявлено, что Эмили Элин Линд, Субхам Махешвари, Эстер Макгрегор и Джозеф Зада получили роли Каденс, Гата, Миррен и Джонни соответственно.
Мейми Гаммер, Кейтлин Фицджеральд и Кэндис Кинг присоединились к актёрскому составу 5 марта 2024 года. Дэвид Морс, Аршер Али и Венди Крюсон присоединились к актёрскому составу в конце мая 2024 года, но Али был заменен на Рахула Кохли в следующем месяце.
Основные съёмки начались в июне 2024 года. Съёмки проходили в Новой Шотландии и были завершены к концу сентября 2024 года.
Премьера сериала на Amazon Prime Video состоялась 18 июня 2025 года. В преддверии премьеры 22 апреля 2025 года были опубликованы промо-кадры из сериала.

## Отзывы и оценки
На сайте Rotten Tomatoes фильм имеет рейтинг 83 % основанный на 12 отзывах.